# Dominique Guns
Dominique Guns (Brussel, 2 november 1971) is een voormalig Belgisch politica voor de VLD.

## Levensloop
Guns doorliep haar secundair onderwijs in het Koninklijk Atheneum Koekelberg, alwaar ze in 1989 afstudeerde in de richting wetenschappen-wiskunde. Vervolgens studeerde ze rechten aan de VUB, waar ze in 1994 haar licentie behaalde. Na haar studies ging ze in 1995 aan de slag als advocate, met een eigen praktijk in haar woonplaats Affligem.
Dominique Guns trad in de politieke voetsporen van haar vader Leo Guns, voor de liberale partijen PVV en VLD van 1977 tot 2007 burgemeester van Affligem, en werd bestuurslid van de PVV- en nadien de VLD-jongeren in het arrondissement Brussel-Halle-Vilvoorde.
Bij de tweede rechtstreekse Vlaamse verkiezingen van 13 juni 1999 werd ze verkozen in de kieskring Halle-Vilvoorde. Ook na de volgende Vlaamse verkiezingen van 13 juni 2004 bleef ze Vlaams Parlementslid tot juni 2009. In deze functie zetelde ze van 1999 tot 2004 in de commissies Binnenlandse Aangelegenheden, Huisvesting en Stedelijk Beleid en Brussel en Vlaamse Rand en vanaf 2000 tevens in de commissie Leefmilieu, Natuurbehoud en Ruimtelijke Ordening en was zij van 2004 tot 2009 naast ondervoorzitter van de commissie Brussel en Vlaamse Rand vast lid van de commissie  Wonen, Stedelijk Beleid, Inburgering en Gelijke Kansen. Bij de Vlaamse verkiezingen van juni 2009 kwam ze niet meer op.